# DFZ 632
Der DFZ 632 ist ein Industrieschlepper, der in der Deutschen Demokratischen Republik zwischen 1965 und 1989 in Serie gefertigt wurde. Die Maschinen wurden im innerbetrieblichen Verkehr bei unterschiedlichen Unternehmen eingesetzt, waren aber auch bei der Nationalen Volksarmee, der Deutschen Reichsbahn, der Post und im Bergbau im Dienst. Sie konnten als Gabelstapler ausgerüstet werden und waren, je nach Ausstattung, trotz ihrer geringen Größe für Anhängelasten bis zu 11 Tonnen zugelassen. Unter der Bezeichnung DFZ 322 wurde eine Version mit schwächerem V2-Dieselmotor gebaut. Im Volksmund der DDR waren die Fahrzeuge als Pomßen-Schlepper bekannt, abgeleitet von ihrem ersten Produktionsort Pomßen bei Leipzig.

## Fahrzeuggeschichte

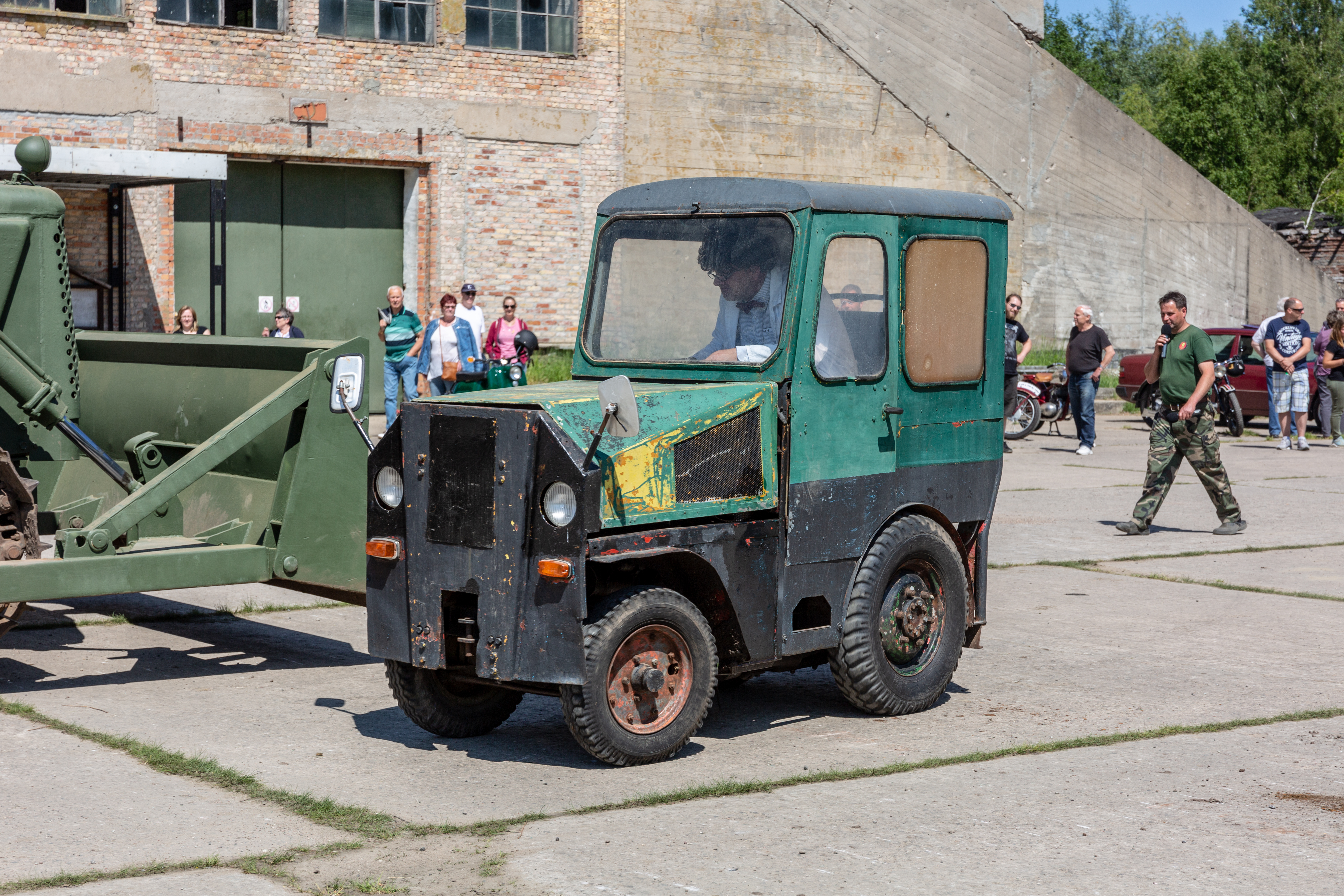
Modifizierter Pomßen-Schlepper bei einem Oldtimertreffen (2018)

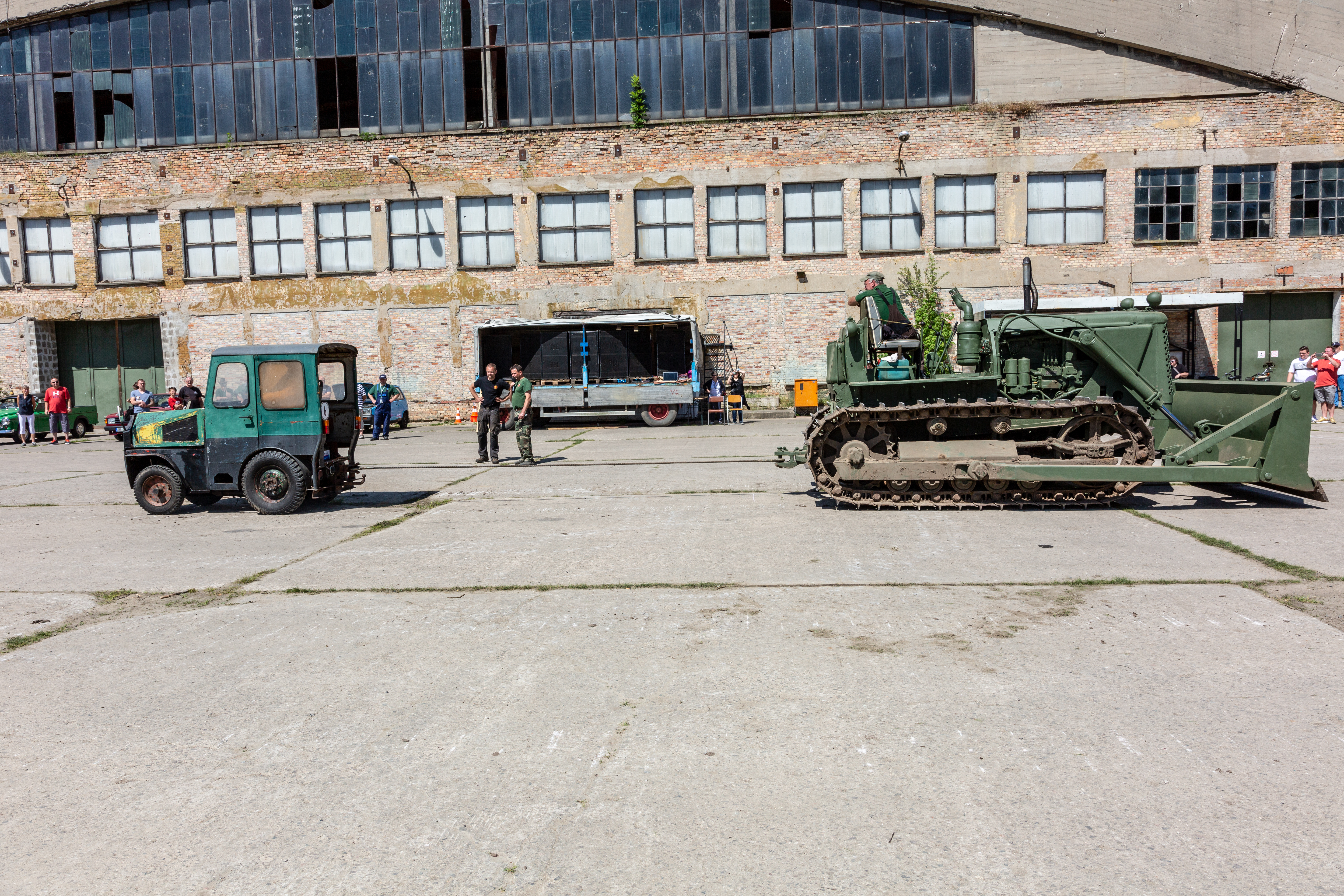
Beim „Tauziehen“ gegen eine sowjetische T-100-Raupe (2018)

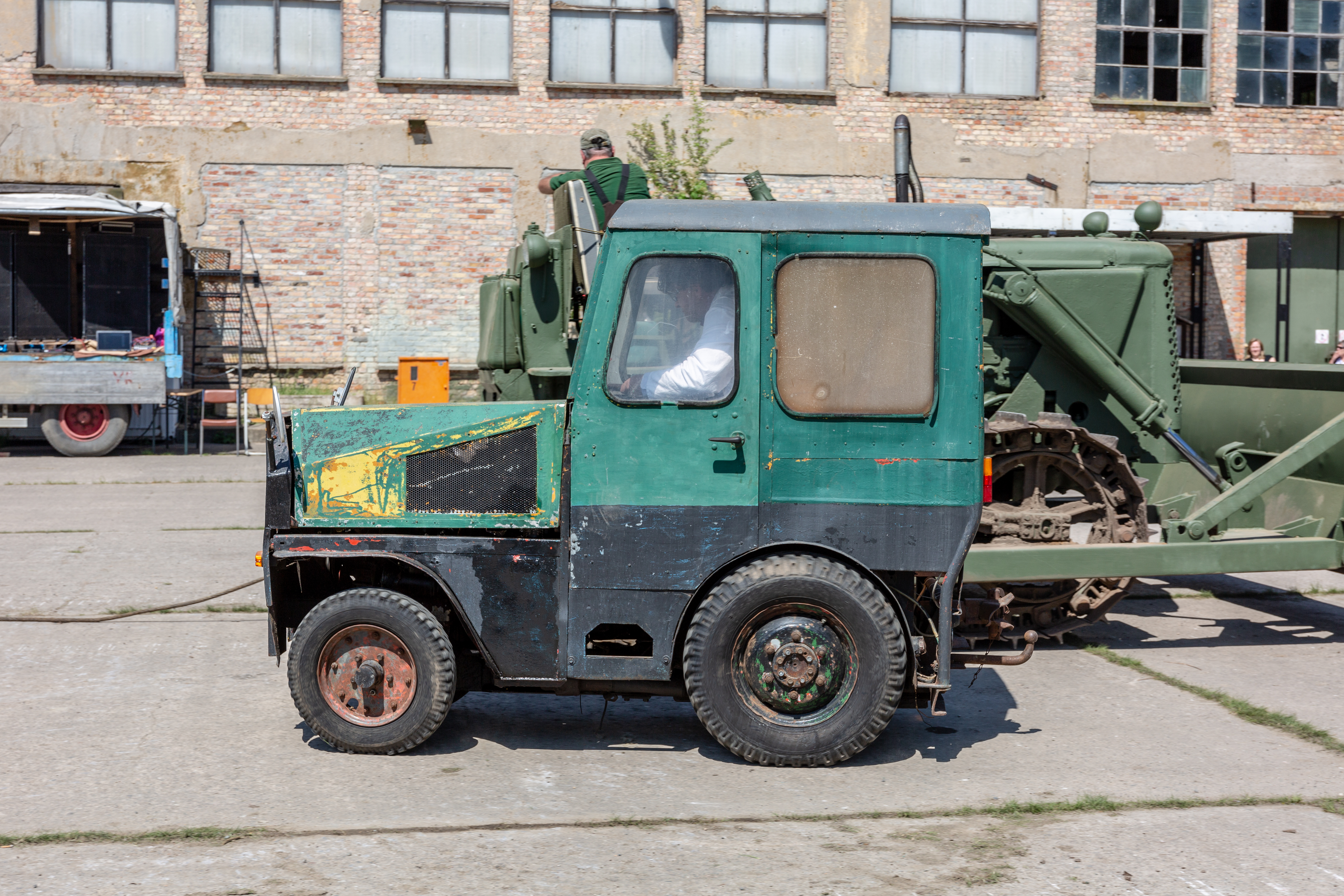
Seitenansicht, die Verkleidung der Kabine ist nicht vollständig original (2018)

Dem DFZ 632 waren bereits andere Kleinschlepper für ähnliche Aufgaben aus der DDR-Fertigung vorangegangen. Darunter waren die Typen S1, S2 und S3, die bei der Brandiser Maschinen- und Apparatebau KG gefertigt wurden. Aus diesem Werk stammte beispielsweise auch der Dumper Picco I. Die Angaben darüber, wann die Serienproduktion des DFZ 632 begann schwanken. Während einige Quellen 1965 als erstes Serienbaujahr nennen, geben andere an, dass die Entwicklung 1965 begann und die Serienfertigung erst 1968 aufgenommen wurde. Hersteller war zunächst der VEB Kleinschlepper Pomßen in Pomßen, erst in den 1980er-Jahren wurde die Fertigung komplett zum VEB Oberlausitzer Stahl- und Fahrzeugbau Georgewitz-Bellwitz in der nahe Löbau liegenden Gemeinde Georgewitz-Bellwitz verlegt. Beide Unternehmen unterstanden zu diesem Zeitpunkt bereits den Robur-Werken in Zittau und gehörten damit auch zum Industrieverband Fahrzeugbau (IFA). Die Bezeichnung DFZ im Fahrzeugnamen steht für Diesel Fahrersitz Zugmaschine.
Verschiedene Komponenten des Schleppers wurden aus anderen Betrieben der DDR geliefert. Die Motoren stammten aus dem Motorenwerk Cunewalde. Es gab zwei Motorisierungen: Einen V2-Dieselmotor mit 800 cm³ Hubraum und 15 PS und einen V4-Dieselmotor mit 1600 cm³ und 30 PS. Das Schaltgetriebe mit vier Vorwärtsgängen ist unsynchronisiert. Die Hinterachse stammte von Robur und war bis auf die Breite baugleich mit denen der dort hergestellten Lastwagen. Der Tank war teilweise der gleiche wie im Trabant 601.
Gegen Ende der 1960er-Jahre wurde das Fahrzeug überarbeitet. Die ehemals runde Motorhaube wurde durch ein eckiges Fabrikat, ebenfalls aus GFK, ersetzt. Die Fahrzeuge konnten wahlweise mit und ohne Verdeck und Frontscheibe geliefert werden. Optional war ein Hubmast an der Front angebracht, an dem Palettengabeln oder ein Schneeräumschild für den Winterdienst befestigt werden konnten. Optional war auch eine Druckluftbremse mit Anhängeranschluss. Waren die Schlepper mit einer solchen ausgerüstet und mit 30 PS motorisiert, lag die zulässige Anhängelast bei 11 Tonnen.
Die kleinen Schlepper wurden in der DDR an vielen Stellen eingesetzt, so zum Beispiel unter Tage bei der SDAG Wismut, auf Bahnhöfen für den Transport von Gepäckwagen und bei der NVA im rückwärtigen Dienst in Depots und zum Rangieren. Sie gingen auch in den Export, eine größere Menge der Fahrzeuge wurde am Flughafen Havanna eingesetzt. Bis 1989 wurden jedes Jahr etwa 300 Exemplare gebaut. Der Industrieabgabepreis für einen DFZ 332 in der Grundversion lag bei 10.400 Mark, für einen DFZ 632 bei 12.300 Mark. Die Optionsliste umfasste Zusatzausstattung im Wert von etwa 4000 Mark (Druckluftbremse, Schiebeschild, Hubmast und Dach).

## Technische Daten
Für den DFZ 632, Werte für den DFZ 322 mit V2-Dieselmotor sind in Klammern angegeben oder extra bezeichnet.
- Motor:
  - DFZ 632: V4-Dieselmotor
  - DFZ 332: V2-Dieselmotor
- Motortyp:
  - DFZ 632: 4 KVD 8/8-SVL
  - DFZ 322: 2 KVD 8/8-SVL
- Leistung:
  - DFZ 632: 30 PS (22 kW)
  - DFZ 322: 15 PS (11 kW)
- Hubraum: 1600 cm³ (800 cm³)
- Bohrung: 80 mm
- Hub: 80 mm
- Verdichtung: 20:1
- Motorgewicht trocken: 178 kg
- Ölverbrauch: 75 g/h (40 g/h)
- Getriebe: mechanisches Vierganggetriebe mit Rückwärtsgang
- Höchstgeschwindigkeit: 28 km/h bei maximaler Betriebsdrehzahl
- Bremse: hydraulisch betätigte Trommelbremsen
- Antriebsformel: 4×2

Abmessungen und Gewichte
- Länge: 2900 mm
- Breite: 1100 mm
- Höhe: 2000 mm, auch 1970 mm angegeben
- Radstand: 1480 mm
- Spurweite vorne: 835 mm
- Spurweite hinten: 850 mm
- Wendekreisdurchmesser: 4800 mm
- Gewicht, einsatzbereit: je nach Ausstattung bis 1620 kg
- Zuladung: 300 kg
- zulässiges Gesamtgewicht: 1950 kg
- maximale Anhängelast: 11.000 kg (4000 kg) mit Druckluftbremse
- Zugkraft Spitzenwert: 11,8 kN (8,3 kN)
- Zugkraft Dauerwert: 6,2 kN (3,1 kN)
- Sitzplätze: 1